# Antifrágil: Coisas que se Beneficiam com o Caos
Antifragile: Things That Gain From Disorder (no Brasil, Antifrágil: Coisas que se beneficiam com o caos) é um livro escrito pelo ensaísta e pesquisador libanês radicado nos Estados Unidos da América, Nassim Nicolas Taleb, cujo original em inglês foi publicado em 2012 . Taleb complementa o tema de suas obras anteriores proclamando a incerteza como algo presente e desejável. O autor defende que aprendendo os mecanismos de antifragilidade, o conceito principal do livro, pode-se tomar melhores decisões sem a ilusão de ser capaz de prever o próximo grande acontecimento.
A antifragilidade, um neologismo proposto por Taleb, seria o exato oposto da fragilidade, estando além do resiliência ou da robustez. O resiliente resiste choques e ao tempo e permanece o mesmo, o antifrágil fica melhor. Esta propriedade estaria por trás de muitas coisas que mudaram com o tempo: desde ideias até mesmo a própria existência do ser humano como espécie.